# نورمان س. بيكرينغ
نورمان س. بيكرينغ (بالإنجليزية: Norman C. Pickering)‏ هو صانع آلة موسيقية ‏ ومهندس الصوت أمريكي، ولد في 9 يوليو 1916 في بروكلين في الولايات المتحدة، وتوفي في 18 نوفمبر 2015 في إيست هامبتون في الولايات المتحدة.